# Petúnia (keresztnév)
A Petúnia újabb keletű női név a petúnia virágnévből, aminek a neve tupi indián eredetű, jelentése dohány.

## Gyakorisága
Az 1990-es években szórványos név, a 2000-es években nem szerepel a 100 leggyakoribb női név között.

## Névnapok
- április 27.[3]
- június 28.[3]